# She-Ra: Princess of Power
She-Ra: Princess of Power (bra: She-Ra: A Princesa do Poder; prt: She-Ra) é uma série estadunidense de desenho animado, produzida em 1985 pela Filmation. Sendo um spin-off da série de animação He-Man and the Masters of the Universe, também da Filmation, She-Ra era voltada principalmente para o público feminino jovem para complementar a popularidade de He-Man com os jovens do sexo masculino. Produzido de 1985 a 1986 pelo . Em Portugal a série foi emitida pela RTP entre 1986 e 1987, na versão original com legendas, e no Brasil, o desenho foi exibido pela Rede Globo a partir de 30 de junho de 1986 no programa Xou da Xuxa, sendo posteriormente exibida nos programas TV Colosso e Xuxa Park, também da TV Globo, durante a década de 1990. Atualmente é exibido pelo canal Gloob e pelo serviço de streaming Netflix.
Em 12 de dezembro de 2017, a DreamWorks Animation e a Netflix anunciaram um reboot de She-Ra, intitulado She-Ra and the Princesses of Power.
Já em clima de estreia da exibição na Netflix, o clássico passa a ser exibido em novembro de 2018 pela TV Diário de Fortaleza/ Ceará dentro do bloco infantil Turminha Diário.

## História
O planeta Ethéria é vítima da ditadura Horda, liderada pelo tirano Hordak e seu exército de mutantes guiados por Adora.
Refugiados na Floresta do Sussurro sob o comando da princesa do reino de Lua Clara chamada Cintilante, um grupo de rebeldes planejam estratégias para libertar o planeta das forças do mal.
Em outra dimensão, no planeta Ethérnia, a Feiticeira, guardiã do Castelo de Grayskull, desperta-se de terríveis pesadelos e diante dela está uma espada idêntica à do herói He-Man, tendo como única diferença uma pedra cravejada ao corpo da arma. A espada atrai a protetora do castelo até um portal dimensional, o qual nunca tinha sido aberto antes. Em sequência, a espada cai aos pés da Feiticeira, que a colhe com surpresa, dizendo: "É possível?! Após tantos anos?!"
Convocado pela Feiticeira por telepatia, o príncipe Adam recebe a missão de atravessar o portal dimensional, indo assim para outro mundo entregar a misteriosa espada à sua verdadeira dona. O mundo no qual o príncipe chega é Ethéria e ele logo se alia à Rebelião.
Transformado em He-Man, durante um combate contra a Horda, Adam enfrenta a maldosa capitã Adora, para depois descobrir que a tal espada é ativada quando apontada contra a capitã. Na pedra aparece a imagem de Adora. Distraído por este acontecimento, He-man é feito prisioneiro.
Mantido na "Ilha das Feras", He-Man conta à Adora que a espada deveria pertencer a alguém que luta pelo bem, e não pelo mal. He-man também esclarece a Adora que Hordak é um tirano, e que sua influência sobre Etéria baseia-se em atos de injustiça e maldade. Surpreendida com essa declaração, Adora decide andar por Etéria e ver com os próprios olhos como a Horda governava aquele planeta e descobre que tinha sido enganada, e que na verdade os rebeldes não eram do mal, mas sim a Horda!
Com a espada da proteção em suas mãos, Adora começa a se libertar dos feitiços de Sombria que comandavam sua mente, mas quando tenta se rebelar contra Hordak, Sombria, que praticamente a criou, usa este fato para capturar a mente de Adora novamente.
Enquanto isso, Cintilante, Arqueiro, Madame Riso, Vassourito, Corujito e o Gato-Guerreiro descobrem onde está He-Man e conseguem libertá-lo.
Hordak anuncia um moderno raio transportador: o Raio Magnum, e quer derrotar os rebeldes transportando toda a Floresta do Sussurro ao Vale Perdido. Porém este raio precisa obter energia para chegar ao máximo de sua potência e He-Man, por ter muita força, é a fonte ideal.
He-Man escapa da prisão e volta a procurar Adora para saber se havia conseguido convencê-la a mudar de lado, mas com o feitiço hipnótico novamente potencializado, Adora o trai, entregando He-Man novamente à Hordak.
Aprisionado no acumulador de energia do Raio Magnum, He-Man está prestes a perder toda sua força e virar um comum escravo da Horda, quando a Feiticeira, através da espada, chama por Adora e revela a ela que seus verdadeiros pais são o Rei Randor e a Rainha Marlena e que na verdade havia sido sequestrada por Hordak quando ainda era apenas um bebê. Revela também que ela tem um irmão gêmeo: He-Man. Percebendo os erros que cometera, Adora ergue sua espada e grita "Pela honra de GraySkull". transformando-se em She-Ra e salva He-Man fugindo assim da Zona do Medo, base da Horda.
Longe dali, protegidos no interior da Floresta do Sussurro, He-Man chama pela Feiticeira através da espada de She-Ra, conhecida como a Espada da Proteção, e pede a ela que explique toda a verdade. A feiticeira esclarece então, que no passado, Hordak e seu discípulo Esqueleto queriam dominar Ethérnia, mas foram impedidos pelo exército do Rei Randor e pela Magia do Castelo de Grayskull. Sabendo que os gêmeos, filhos do Rei e da Rainha de Ethérnia, estavam destinados à algo de especial no futuro, eles tentam sequestrá-los. Seus planos porém, em parte dão errado, e Mentor impede que consigam levar o príncipe Adam. Assim, Hordak consegue sequestrar apenas Adora e como nunca fora possível detectar a dimensão para a qual ele fugiu, levando consigo a princesa Adora, a memória de todo o povo de Ethérnia, incluindo a do próprio príncipe, fora magicamente apagadas. Com tal feitiço, ninguém se recordaria sobre a existência da princesa, poupando a todos o sofrimento. Os únicos que se recordariam da existência de Adora seriam seus pais, o Rei e a Rainha de Ethérnia, Mentor e a Feiticeira, guardiã do Castelo de Grayskull.
Após saber de toda a verdade, Adora decide que ajudará a Rebelião e em sequência, tem a oportunidade de conhecer seus verdadeiros pais. Furioso pela traição da princesa, Hordak a segue até Ethérnia e junto com seu antigo pupilo, Esqueleto, consegue sequestrá-la novamente, mas Adora foge, transforma-se em She-Ra e derrota os vilões.
A princesa decide que sua missão é viver em Ethéria e ajudar a Rebelião a lutar contra a Horda e retorna ao planeta no qual cresceu, longe de seu irmão Adam. Os dois se transformam em He-Man e She-Ra e ajudam a Rebelião a libertar o Castelo da Lua Clara que estava sob domínio de Hordak. Depois da batalha, He-Man se despede dela e retorna a Eternia. She-Ra promete então, que nunca descansaria enquanto Etheria não fosse livre.

## Personagens

### Heróis
- Princesa Adora / She-Ra: A heroína principal do seriado. Em Eternia, é uma princesa, filha do Rei Randor e da Rainha Marlena e irmã do Príncipe Adam. Em Etheria, é a líder da rebelião contra a tirania da Horda.
- Espírito (Spirit) / Ventania (Swift Wind): O cavalo de Adora. Transforma-se num unicórnio alado quando tocado pelo poder da espada de She-Ra.
- Arqueiro (Bow): Membro da rebelião que domina as técnicas do arco e flecha. Tem flechas de vários tipos diferentes e sabe fazer alguns truques mágicos simples. Adora por um tempo acaba gostando dele mas ele não esconde sua atração por She-Ra
- Madame Rizzo (Madame Razz): É a mais velha dos rebeldes. Embora tenha poderes mágicos significativos, ela quase sempre se confunde na hora de fazer as magias, causando pequenas confusões. Mas quase sempre consegue salvar a situação. Madame é um dos poucos personagens que sabem que Adora é She-Ra.
- Vassourito (Broom): Vassoura mágica de Madame Rizzo. Vassourito também sabe que Adora é She-Ra.
- Corujito (Kowl): É uma espécie de coruja com partes do corpo de borboleta. Quase sempre anda junto com Arqueiro e é um dos amigos mais leais de She-Ra. Ele também sabe que Adora é She-Ra.
- Rainha Ângela (Angella, the Queen of Bright Moon): É a Rainha da Lua Clara, um reino localizado no centro da Floresta do Sussurro. É a esposa do Rei-consorte Micah e mãe da Princesa Cintilante. Ângela possui poderes mágicos invencíveis, mas ela sempre os perde quando ocorre um eclipse das luas de Etheria, pois essas são a fonte de seu poder.
- Cintilante (Glimmer): Filha da Rainha Ângela e do Rei-consorte Micah. Foi ela que iniciou a rebelião contra a Horda, mas deixou que Adora liderasse o grupo. Cintilante também tem alguns poderes mágicos, mas bem menos fortes que os de sua mãe.
- Rainha Mágica (Castaspella): Rainha do Reino da Mágica, um território aliado dos rebeldes, mas localizado um pouco afastado da Floresta do Sussurro. Aprendeu sua mágica junto com Sombria. Aparenta gostar muito do príncipe Adam.
- Gélida (Frosta): Imperatriz das terras frias de Etheria. É outra aliada dos rebeldes e tem poderes mágicos ligados ao gelo e à neve.
- Abelhinha (Sweet Bee): Amiga de She-Ra vinda de outro planeta. Tem a forma de uma mulher-abelha.
- Pavão Azul / Paverina (Peekablue): Outra aliada dos rebeldes. Tem a forma de uma mulher-pavão. Por erro de continuidade da dublagem foi chamada por dois nomes no Brasil.
- Esperança da Luz (Light Hope): Uma espécie de divindade que protege o castelo de Cristal. Tem a forma de um foco de luz e geralmente se manifesta sobre um altar do castelo, mas algumas poucas vezes também foi visto fora dali.
- Geninho (Loo-Kee): Pequeno esquilo humanizado que se esconde na Floresta do Sussurro. Quase sempre aparece no final de cada episódio para falar com o público sobre o que aconteceu ali. Também sabe que Adora e She-Ra são a mesma pessoa.
- Rei Agho: Líder do povo Troll e grande amigo de She-Ra. Foi o primeiro a ver o Castelo de Cristal, o qual prometeu a seu guardião, Esperança da Luz, manter em segredo sua localização, mas deu a She-Ra a pista para achá-lo. Possui diversos poderes mágicos, como teleporte e ver o futuro por sonhos.
- Grox: Braço direito e tenente de Agho. Não gostava dos humanos devido ao ódio que havia entre eles e os trolls, mas acabou mudando de ideia e ficou amigo do anãozinho Spregg.
- Stondar: Líder do povo Pedra, viajava pelo Universo com seu amigos, Granita e Rocko em busca de um novo lar para sua raça. Como todos de sua espécie, não gosta de lutar, mas não hesita em se defender ou a seus amigos. Achou com sua gente um lar permanente com o povo Troll.
- Tromba Rosa / Elefantinho: Um estranho guerreiro com um capacete em forma de cabeça de elefante. É capaz de usar a tromba do capacete para espirrar água. Por erro de continuidade na dublagem, no episódio O Dia das Flores é chamado de Elefantinho.
- Cavaleiro Vermelho: Sempre trajando uma armadura de cor vermelha, luta pela liberdade de Etheria. Jurou que só revelaria sua identidade quando a Horda fosse derrotada. Ângela diz que sua voz é familiar.
- General Sander: Era considerado o mais honrado e honesto soldado da Horda, sempre agindo com honra. Após ser salvo por She-Ra, concluiu que estava do lado errado e se juntou a Rebelião.
- Medroso / Tristonho (Sorrowfull): É um dragão muito amigo e pacífico. Não gosta de brigar, mas nunca deixa seus amigos na mão. Por erro de continuidade na dublagem, no episódio O Medalhão é chamado de Tristonho.
- Falcão do Mar (Hawk): Notório pirata que inicialmente negociava com a Horda, mas seu encontro com Adora o fez perceber que estava do lado oposto e resolveu lutar em favor da Rebelião. Seu pai, o Gavião, desaparecido por anos, se encontrava numa ilha cujos poderes lhe permitem viver quase para sempre. Ao que tudo indica, demonstra estar apaixonado por Adora, e vice-versa. Por erros de continuidade na Dublagem, chegou a ser chamado de Gavião do Mar também.
- Sr. Swim: Grande contador de histórias e fiel imediato do Falcão do Mar.
- Double Trouble: Prima de cintilante e integrante da Rebelião com grande habilidade em disfarce, atuando com espiã. Ela aparece apenas nos quadrinhos.
- Serena (Mermista): A princesa sereia do reino de Salineas. Em alguns episódios é chamada de Sereia.
- Flora (Flutterina): A Princesa rebelde auxiliada por uma poderosa asa de borboleta. No especial de Natal é chamada de Pluminha.
- Perfuma: A Princesa das Flores de Ethéria. É capaz de criar todo tipo de flor. Muito alegre e gentil, quase deixou Hordak louco de tanta gentileza.
- Norwyn: Antigo professor de magia da Rainha Mágica e Sombria. Uma vez, quando um aluno de Norwyn foi atrás de Sombria para aprender sua mágica, She-Ra e Madame Rizzo ajudou Norwyn a libertar seu aluno da magia maligna de Sombria.
- Granamyr: O rei dos dragões, morava em uma montanha distante de Eternia denominada Montanha dos Dragões (Darksmoke) dentro de uma cúpula. Havia ajudado He-Man e o Mentor. Uma vez, quando She-Ra acidentalmente caiu em Eternia há mil anos, Granamyr a ajudou até que voltasse à época e planeta de onde tinha vindo.

### Vilões
- Hordak: Vilão principal do seriado. Ex-professor do Esqueleto quando a Horda tentava dominar Eternia. Ele é a autoridade máxima da Horda em Etheria. E tem o poder de transformar partes de seu corpo, ou o corpo inteiro, em armas, o que faz frequentemente. Embora Hordak tenha vários súditos, são raros os que são sinceramente leais a ele.
- Sombria (Shadow Weaver): A maga da corte de Hordak e a segunda no comando em Etheria. Embora tenha grandes poderes mágicos e seja muito temida pelo povo de Ethéria, Sombria sempre foi derrotada quando lutou diretamente contra outros magos, como a Rainha Mágica, a Rainha Ângela e Norwyn.
- Felina (Catra): É um dos poucos membros humanos da Horda. Mas pode se transformar numa enorme e feroz gata roxa com a ajuda de sua máscara mágica. Quando Adora deixou a capitania da Horda, Felina a substituiu nessa função. Assim, ela é a terceira no comando, depois de Hordak e Sombria.
- Scorpia: Mulher-escorpião que serve à Horda.
- Mantenna: Bobo da corte de Hordak. É frequentemente jogado na masmorra por seu mestre. Mantenna pode disparar raios pelos olhos, mas raramente faz alguma coisa que preste quando luta.
- Sangue-Suga (Leech): Monstro com ventosas nas mãos que pode sugar a energia de quem toca.
- Pavoroso (Grizzlor): É uma espécie de homem-leão que serve à Horda e também um dos vilões mais burros do seriado.
- Pingo (Imp): Bichinho de estimação de Hordak. Parece uma mistura de morcego com porco. Tem o poder de se transformar em objetos e, por isso, quase sempre recebe a missão de espionar os rebeldes, pois pode se disfarçar bem para isso. Pingo é superprotegido por Hordak, o que lhe dá a oportunidade de sempre humilhar os outros membros da Horda, pois ninguém ousa revidar quando ele faz isso. É o único ser a qual Hordak gosta de verdade.
- Octavia: Comandante das forças navais da Horda. É uma mulher-polvo.
- Almirante Cavernoso: Outro comandante das forças navais da Horda. Tentou capturar o Falcão do Mar fazendo sua tripulação e Adora de refém, mas acabou sendo vencido. Ostenta um aspecto de pirata por causa da máscara com tapa-olho que oculta um olho biônico equipado com lança raios. Tem um gatinho chamado Mimoso que como o dono, também tem um tapa-olho.
- Enganador: Servo de Hordak com a capacidade de mudar de forma.
- Mestre da Horda (Horde Prime): A autoridade máxima da Horda e em todos os planetas dominados por ela. É o único que tem autoridade sobre Hordak e o Esqueleto, levando em conta algumas passagens do seriado, é irmão de Hordak. Hordak o menciona como "o ser mais temido em três galáxias", o que dá a entender que a Horda mantém, ao todo, centenas de outros planetas dominados nas mesmas condições que Etheria (provavelmente reinado por um comandante do mesmo tipo que o hordak e igualmente servido por uma Legião de servos ou planejando tomar o poder de liderança igual ao Esqueleto e igualmente servido por uma Legião de servos que o ajudam a tomar o poder e todos tendo um herói com uma rebelião do mesmo tipo que a de She-Ra para tirar o comandante do mesmo tipo que o Hordak do poder ou um herói do mesmo tipo que o He-Man que impede o vilão do mesmo tipo que o Esqueleto a não se tornar o comandante tirano) e o Mestre da Horda exerce a soberania sobre todos esses planetas. A aparência do Mestre da Horda nunca é mostrada com clareza. Mas ele é visivelmente um ser gigantesco e estático. Possui uma enorme mão mecânica e está quase sempre envolto numa nuvem de fumaça com energia verde. Também se menciona que ele tem duas cabeças, mas isso nunca aparece. Ele tem um filho de aparência humanoide chamado Zed, que chama Hordak de tio, supondo que o Mestre seja irmão de Hordak. Mas como ele e o filho não parecem ser seres da mesma espécie, é provável que Zed seja um filho adotivo do Mestre da Horda. é possível que o Mestre da Horda tinha antigamente uma Aparência parecida com a de Hordak e depois tenha passado por algum tipo de transformação.
- Dylamug: Cyborg que serve à Horda. Gosta de bancar o valentão e brigão.
- Onion Man (Pipao)

## Lista de episódios
A lista de episódios abaixo respeita a ordem original de transmissão nos Estados Unidos, mas nem sempre corresponde à ordem das transmissões brasileiras.

### Primeira temporada (1985 - 1986)
| Episódio | Título em português (pt-BR)                                  | Título em inglês (en-US)        |
| -------- | ------------------------------------------------------------ | ------------------------------- |
| 1        | O segredo da espada mágica (parte 1 - Em Ethéria)            | Into Etheria                    |
| 2        | O segredo da espada mágica (parte 2 -A Ilha da Fera)         | Beast island                    |
| 3        | O segredo da espada mágica (parte 3 -A descoberta de She-Ra) | She-Ra unchaned                 |
| 4        | O segredo da espada mágica (parte 4 - Reencontros)           | Reunions                        |
| 5        | O segredo da espada mágica (parte 5 - Batalha por Lua clara) | Battle for Bright Moon          |
| 6        | Duelo em Devlan                                              | Duel at Devlan                  |
| 7        | O Falcão do Mar                                              | The Sea Hawk                    |
| 8        | O cavaleiro vermelho                                         | The red knight                  |
| 9        | O machado perdido                                            | The missing ax                  |
| 10       | Os prisioneiros da Ilha Terra                                | The prisoners of Beast Island   |
| 11       | O perigo da Floresta do Sussuro                              | The peril of Whispering Woods   |
| 12       | O dragão sorridente                                          | The laughing dragon             |
| 13       | A viagem do Rei Miro                                         | King Miro's journey             |
| 14       | Amizade                                                      | Friendship                      |
| 15       | Espelho da Lira                                              | He ain't heavy                  |
| 16       | A volta do Falcão do Mar                                     | Return of the Sea Hawk          |
| 17       | A perda da voz                                               | A loss of words                 |
| 18       | O descanso do líder da Horda                                 | Horde prime takes a holiday     |
| 19       | O castelo encantado                                          | Enchanted Castle                |
| 20       | Três corações corajosos                                      | Three courageous hearts         |
| 21       | A pedra da espada                                            | The stone in the sword          |
| 22       | O castelo de cristal                                         | The Crystal Castle              |
| 23       | A coroa da sabedoria                                         | The crown of knowledge          |
| 24       | As minas de Mondor                                           | The mines of Mondor             |
| 25       | A fórmula de encolhimento                                    | Small problems                  |
| 26       | A queima dos livros                                          | Book burning                    |
| 27       | A névoa de Eldritch                                          | The Eldritch mist               |
| 28       | O adeus de Arqueiro                                          | Bow's farewell                  |
| 29       | O preço da liberdade                                         | The price of freedom            |
| 30       | Monumento a liberdade                                        | Play it again, Bow              |
| 31       | O feiticeiro relutante                                       | The reluctant wizard            |
| 32       | Amigos estão onde os encontramos                             | Friends are where you find them |
| 33       | Talento pra encrenca                                         | A talent for trouble            |
| 34       | Sonho                                                        | Troll's dream                   |
| 35       | Passagem para o problema                                     | Gateway to trouble              |
| 36       | O Rei Unicórnio                                              | The Unicorn King                |
| 37       | A aprendiz inquieta                                          | The anxious aprentice           |
| 38       | A história do zoológico                                      | Zoo story                       |
| 39       | Na dimensão escura                                           | Into the dark dimension         |
| 40       | Tesouro dos antigos                                          | Treasure of the first ones      |
| 41       | A história de Cintilante                                     | Glimmer's story                 |
| 42       | Inimiga semelhante a mim                                     | Enemy with my face              |
| 43       | Bem-vindo, Corujito                                          | Welcome back, Kowl              |
| 44       | O povo pedra                                                 | The rock people                 |
| 45       | O guerreiro do planeta Silax                                 | Huntara                         |
| 46       | Micah, o rei da Lua Clara                                    | Micah of Bright Moon            |
| 47       | O preço do poder                                             | The price of power              |
| 48       | Trama em família                                             | Birds of a feather              |
| 49       | Precisa-se de um cavalo                                      | For want of a horse             |
| 50       | Exatamente como eu                                           | Just like me                    |
| 51       | Meu amigo, meu inimigo                                       | My friend, my enemy             |
| 52       | O feiticeiro                                                 | The wizard                      |
| 53       | Um aliado inesperado                                         | Unexpected ally                 |
| 54       | A luz do cristal                                             | The light of the crystal        |
| 55       | A ajuda de Geninho                                           | Loo-Kee lends a hand            |
| 56       | Duelo entre vilões                                           | Of shadows and skulls           |
| 57       | A febre                                                      | Jungle fever                    |
| 58       | Neve negra                                                   | Black snow                      |
| 59       | Lançar âncoras (parte 1)                                     | Anchor aloft (part 1)           |
| 60       | Lançar âncoras (parte 2)                                     | Anchor aloft (part 2)           |
| 61       | Batalha dos dragões                                          | Darksmoke and fire              |
| 62       | Identidade equivocada                                        | Magicats                        |
| 63       | A tentativa de Hordak                                        | Flowers for Hordak              |
| 64       | A criança selvagem                                           | Wild child                      |
| 65       | A maior das magias                                           | The greatest magic              |

### Segunda temporada (1986 - 1987)
| Episódio | Título em português (pt-BR)         | Título em inglês (en-US)           |
| -------- | ----------------------------------- | ---------------------------------- |
| 1        | Alguém para contar [tradução livre] | One to count on                    |
| 2        | A volta do general                  | Return of the General              |
| 3        | Fora do casulo [tradução livre]     | Out of the cocoon                  |
| 4        | Uma lição de amor [tradução livre]  | A lesson in love                   |
| 5        | Coisas antigas, coisas novas        | Something old, something new       |
| 6        | O povo do Geninho                   | Loo-Kee's sweety                   |
| 7        | A pérola [tradução livre]           | The pearl                          |
| 8        | Transformador do tempo              | The time transformer               |
| 9        | Acima de tudo [tradução livre]      | Above it all                       |
| 10       | O dia das flores [tradução livre]   | Day of the flowers                 |
| 11       | A vila mágica                       | Brigis                             |
| 12       | A cuidadora [tradução livre]        | The caregiver                      |
| 13       | O sequestro                         | When Whispering Woods last bloomed |
| 14       | Romeu e Cintilante                  | Romeo and Glimmer                  |
| 15       | Ataque aos rebeldes                 | The perils of Peekablue            |
| 16       | O garoto do circo                   | Just the way you are               |
| 17       | O medalhão                          | The locket                         |
| 18       | A promessa                          | She-Ra makes a promise             |
| 19       | O dom mágico do Arqueiro            | Bow's magical gift                 |
| 20       | As abelhas                          | Sweet bee's home                   |
| 21       | A fuga de Cintilante                | Glimmer come home                  |
| 22       | O inspetor                          | The inspector                      |
| 23       | Retrato da destruição               | Portrait of doom                   |
| 24       | O plano de Hordak                   | Hordak's power play                |
| 25       | A sombra do Gorpo                   | Shades of Orko                     |
| 26       | Assalto na colmeia [tradução livre] | Assault on the hive                |
| 27       | A fábrica de robôs                  | The bibbet story                   |
| 28       | O filhote de Ventania               | Swifty's baby                      |

## Reboot
Em 12 de dezembro de 2017 a DreamWorks e a Netflix anunciaram que uma nova série reboot baseada em She-Ra foi anunciada no DreamWorks Animation. A série está sendo produzida pelo autor premiado, ND Stevenson (criador da Nimona e Lumberjanes). Foi lançado em 13 de novembro de 2018 e em maio de 2020 foi lançada sua quinta e última temporada.